# 椎葉マリエ
椎葉 マリエ（しいば まりえ、5月31日 - ）は、日本の元女性声優。愛知県名古屋市出身。

## 人物
特技は絶対音感 即興ハモり。
2016年8月31日をもって、声優業を廃業。

## 出演

### テレビアニメ
- しまじろうヘソカ（おもちゃの電車）

### 劇場アニメ
- 映画 しまじろうのわお！ しまじろうとフフのだいぼうけん〜すくえ！七色の花〜（2013年、ありくん）

### ゲーム
- ウチの姫さまがいちばんカワイイ（2014年、レミィ・クレソン）
- ヤマトクロニクル創世（2016年、イヌ・サル・キジ[4]）

### 吹き替え

#### 映画・ドラマ
- のだめカンタービレ〜ネイルカンタービレ〜 ※韓国ドラマ版（ソン・スジ）
- ベイツ・モーテル（ジェナ）
- リゾーリ&アイルズ ヒロインたちの捜査線4（ジョージー・ガルシア）
- 超時空戦記　レヴェレーター（ブレステイカー）
- フィラデルフィア・エクスペリメント（レナ）
- ゴッド・ブレス・アメリカ (映画)（アリソン、ベティ）
- メッセンジャー
- リゾーリ&アイルズ ヒロインたちの捜査線3

#### アニメ
- ポーキー・ピッグ（プリッシー、ドードー）
- ダフィー・ダック（ニワトリ、ブタ）
- テックス・アヴェリー（おばあさん）

### ナレーション
- 「EXILE魂」コーナータイトル

### 舞台
- ラビット番長「ギンノキヲク３」アンサンブル
- 青木淳高プロデュース「岸田國士の世界」

### ライブ・音楽活動
ワイルドストロベリー (音楽ユニット)
- 2012年2月　のいちごライブ１４
- 2012年6月10日　のいちごライブ１５
- 2012年10月14日　のいちごライブ１６
- 2013年10月13日　のいちごライブ１７
- 2014年3月30日　のいちごライブ１８
- 2014年8月22日　のいちごライブ１９
- 2014年5月8日　ワイルドストロベリー＆佐久間レイ　ジョイントライブ「Ｍｙメロディ☆Ｙｏｕｒメロディ」
- 2013年9月19日　９０年代アニソンライブ「LIVE COLORS 5」

### イベント・その他
- イベント　東京おもちゃショー2015 サンリオ絵本の読み聞かせ会（読み聞かせ担当）キティちゃんふれあいコーナー（MC担当）
- イベント　井上喜久子「お姉ちゃんの昼カラ♪ おやつカラ♪」

### その他コンテンツ
- 文芸あねもね　より「少女病」（ミカ）
- セブンティーンズメイドカフェ